# Monster Magnet
Monster Magnet to amerykański zespół stoner rockowy. Początkowo zespół nazywał się Dog of Mystery, później Airport 75.

## Historia
W roku 1989 zespół nagrał dwie taśmy demo. Były to Forget About Life, I'm High on Dope i I'm Stoned, What Ya Gonna Do About It?. Pierwszym wydawnictwem winylowym zespołu był singel Lizard Johnny wydany przez niezależną wytwórnię Cirquit Records, następnym był MLP Monster Magnet nagrany dla niemieckiej wytwórni Glitterhouse Records w roku 1990. W roku 1991 zespół podpisał kontrakt z wytwórnią Caroline Records. Pod tym właśnie szyldem Monster Magnet wydali swój pierwszy pełnometrażowy album – Spine of God.
Kolejne wydawnictwo Monster Magnet – Tab – to EP zawierające 4 utwory. McBain wkrótce potem, w wyniku konfliktów z Dave'em Wyndorfem, opuścił zespół. Nowym gitarzystą zespołu został gitarzysta Atomic Bitchwax – Ed Mundell.
W 1992 ukazał się maxi SP Evil a w następnym roku maxi SP Cage Around The Sun promujące nowy album.
W 1993 ukazał się album Superjudge. Album został nagrany dla wytwórni A&M Records. Mimo że wśród fanów jest to jeden z najbardziej lubianych albumów, nie sprzedał się najlepiej.
Kolejnym albumem był Dopes to Infinity. Tak jak poprzednie wydawnictwo nie odniósł on dużego sukcesu komercyjnego.
Do zespołu w 1998 dołączył gitarzysta Phil Cavaino. Wyndorf przeprowadził się do Las Vegas i przystąpił do pracy nad kolejnym albumem Powertrip. Album był wielkim przełomem. Zmienił się styl zespołu. Monster Magnet odeszli od stoner rocka o przytłumionym brzmieniu. Pojawiło się więcej charakterystycznych gitarowych fragmentów, perkusja stała się cięższa. Space Lord, pierwszy singel, stał się przebojem w dużych rozgłośniach radiowych. Zespół zaczął organizować trasy koncertowe z takimi zespołami jak Aerosmith, Metallica i Marilyn Manson.
God Says No wydany w 2000 roku był ostatnim pod szyldem A&M Records. W tym samym roku zespół, w wyniku konfliktów wewnętrznych, opuścili Joe Calandra i Jon Kleiman
W roku 2003 Monster Magnet podpisali kontrakt z europejską wytwórnią SPV. Owocem tego był wydany na początku 2004 roku album Monolithic Baby!. W marcu 2005, po siedmiu latach współpracy, zespół opuścił Phil Cavaino. 6 listopada 2007 Monster Magnet wydali nowy album 4-Way Diablo.

## Muzycy

### Aktualny skład
- Dave Wyndorf – wokal, instrumenty klawiszowe, produkcja, gitara, gitara basowa, teksty
- Phil Caivano – gitara
- Bob Pantella – instrumenty perkusyjne
- Garrett Sweeny – gitara prowadząca
- Chris Kosnik – gitara basowa

### Byli Członkowie
- Joe Calandra – gitara basowa, gitary, wokale
- Jon Kleiman – gitara basowa, instrumenty perkusyjne, wokale
- John McBain – gitara, produkcja
- Tim Cronin – perkusja
- Ed Mundell – gitara prowadząca, gitary, wokale
- Jim Baglino – gitara basowa, gitara
- John Flannery – gitara
- Matt Hyde – gitara, produkcja

## Dyskografia
| 1991                           | Spine of God - Data: 1991 - Wydawca: Caroline Records              | —  | —   | —  | —  | —  | —  | —  | —  | —  | —   |                    |
| 1993                           | Superjudge - Data: 6 kwietnia 1993 - Wydawca: A&M Records          | —  | —   | —  | —  | —  | —  | —  | —  | —  | —   |                    |
| 1995                           | Dopes to Infinity - Data: 21 marca 1995 - Wydawca: A&M Records     | 77 | —   | —  | —  | —  | 30 | —  | 17 | 51 | —   |                    |
| 1998                           | Powertrip - Data: 16 czerwca 1998 - Wydawca: A&M Records           | —  | —   | —  | —  | —  | 21 | —  | 23 | 65 | 97  | - USA: złota płyta |
| 2001                           | God Says No - Data: 10 kwietnia 2001 - Wydawca: A&M Records        | —  | —   | —  | —  | —  | 17 | —  | 17 | —  | 153 |                    |
| 2004                           | Monolithic Baby! - Data: 25 maja 2004 - Wydawca: SPV GmbH          | —  | 140 | 46 | 19 | 26 | 13 | —  | 7  | —  | —   |                    |
| 2007                           | 4-Way Diablo - Data: 6 listopada 2007 - Wydawca: SPV GmbH          | —  | —   | —  | —  | —  | 81 | —  | 51 | —  | —   |                    |
| 2010                           | Mastermind - Data: 27 października 2010 - Wydawca: Napalm Records  | —  | —   | 70 | —  | —  | 38 | 84 | 34 | —  | 165 |                    |
| 2013                           | Last Patrol - Data: 15 października 2013 - Wydawca: Napalm Records | —  | —   | 50 | 43 | —  | 29 | 44 | —  | —  | 188 |                    |
| "—" pozycja nie była notowana. |                                                                    |    |     |    |    |    |    |    |    |    |     |                    |

| Rok  | Tytuł                                                                |
| ---- | -------------------------------------------------------------------- |
| 1990 | Monster Magnet - Data: 1 lutego 1990 - Wydawca: Glitterhouse Records |
| 1991 | Tab - Data: 1991 - Wydawca: Caroline Records                         |
| 2001 | Love Monsters - Data: 2001 - Wydawca: Wrong Way Records              |

| Rok  | Tytuł                                                                                            |
| ---- | ------------------------------------------------------------------------------------------------ |
| 1992 | It's A Satanic Drug Thing...You Wouldn't Understand - Data: 1992 - Wydawca: Glitterhouse Records |
| 2003 | Greatest Hits - Data: 15 września 2003 - Wydawca: A&M Records                                    |
| 2007 | The Best Of Monster Magnet – The Millennium Collection - Data: 2007 - Wydawca: A&M Records       |
| 2012 | Space Lords - Data: 2012 - Wydawca: Universal Music                                              |